# 31414 Rotarysusa
31414 Rotarysusa è un asteroide della fascia principale. Scoperto nel 1999, presenta un'orbita caratterizzata da un semiasse maggiore pari a 2,2607075 UA e da un'eccentricità di 0,1520667, inclinata di 5,37601° rispetto all'eclittica.